# Grote Prijs Marcel Kint
De GP Marcel Kint is een jaarlijkse wielerwedstrijd in het West-Vlaamse Zwevegem die sinds 1930 georganiseerd wordt.
De wedstrijd wordt tegenwoordig georganiseerd ter nagedachtenis van de in 2002 overleden flandrien Marcel Kint.
De wedstrijd promoveerde in 2016 tot een UCI 1.2 koers , die traditioneel in de eerste helft van september verreden werd. Van 1947 tot en met 1967 vond de koers echter begin augustus plaats. De wedstrijd heette aanvankelijk 'Grote Prijs van Zwevegem'. In 1942 werd voor de eerste keer de benaming 'Grote Prijs Marcel Kint' gebruikt. In 1965, 1966 en 1967 werd de koers als criterium verreden, met in 1966 naast de gewone wedstrijd ook een wedstrijd achter derny's, gewonnen door Tom Simpson. De edities van 1987 en 1988 waren nationale wedstrijden over langere afstand dan gebruikelijk. 
In 2018 kon GP Marcel Kint nog een stap hoger klimmen en werd het een UCI 1.1 wedstrijd. Hiervoor moest ook de datum aangepast worden: de GP wordt voortaan verreden op Pinksteren (20 mei 2018), met vertrek in Kortrijk en aankomst in Zwevegem.
Twee Zwevegemnaars wonnen de wedstrijd: Marcel Kint zelf (1935) en Baptiste Planckaert (2011 en 2015).

## Lijst van winnaars

### Meervoudige winnaars
| Overwinningen | Renner              | Land   | Jaren                  |
| ------------- | ------------------- | ------ | ---------------------- |
| 4             | Jef Planckaert      | België | 1956, 1958, 1961, 1962 |
| 2             | Valère Ollivier     | België | 1949, 1950             |
| 2             | Willy Van Neste     | België | 1970, 1974             |
| 2             | Ludo Giesberts      | België | 1989, 1990             |
| 2             | Frank Vandenbroucke | België | 2004, 2005             |
| 2             | Baptiste Planckaert | België | 2011, 2015             |

### Overwinningen per land
| Overwinningen | Land                            |
| ------------- | ------------------------------- |
| 66            | België                          |
| 5             | Nederland                       |
| 2             | Australië, Frankrijk, Litouwen  |
| 1             | Nieuw-Zeeland, Zweden, Colombia |